# Mazamitla
Mazamitla é um município do estado de Jalisco, no México.
Em 2005, o município possuía um total de 11.671 habitantes.
A aldeia de Mazamitla é uma simples aldeia de montanha localizada a sul do lago de Chapala, a 132 quilómetros de Guadalajara. Aos fins de semana, a aldeia anima-se com os visitantes que ali vão para praticar caminhadas e desportos de aventura.